# WVA-Nummer
WVA-Nummern (Waren-Vertriebs-Artikel-Nummern) sind ein Ordnungssystem für Brems-, Kupplungs- und sonstige Reibbeläge, die insbesondere bei Straßenfahrzeugen, aber auch im Maschinenbau zum Einsatz kommen. Das WVA-Nummern-System wird mittlerweile weltweit genutzt.
Unter Berücksichtigung der Abmessungen der Reibbeläge ordnet das System die verschieden dimensionierten Beläge den jeweiligen Anwendungs- bzw. Einsatzbereichen zu und bietet somit eine Grundlage für die Zusammenarbeit und den Informationsaustausch zwischen Herstellern, Verteilern und Kunden.

## Aufbau
Die 5-stelligen WVA-Nummern gliedern sich wie folgt:
| Belagart                                   | WVA-Nummernkreis |
| ------------------------------------------ | ---------------- |
| Trommelbremsbeläge für Personenkraftwagen  | 10000 bis 14999  |
| Trommelbremsbeläge für Nutzfahrzeuge       | 15000 bis 19999  |
| Scheibenbremsbeläge für Personenkraftwagen | 20000 bis 25999  |
| Bremsbacken                                | 26000 bis 27999  |
| Scheibenbremsbeläge für Nutzfahrzeuge      | 28000 bis 29999  |
| Kupplungsbeläge                            | 30000 bis 34999  |
| Lamellen                                   | 35000 bis 37999  |

Das WVA-Nummern-System wurde vom VRI-Verband der Reibbelagindustrie e.V., Köln, entwickelt. Eine der Aufgaben des VRI-Verband der Reibbelagindustrie e.V. ist es, für die Verbreitung und Weiterentwicklung des WVA-Nummern-Systems zu sorgen. Der VRI-Verband der Reibbelagindustrie e.V. ist Mitglied des Verbandes der Automobilindustrie (VDA) und der FEMFM-Federation of European Manufacturers of Friction Materials.